# ماسیمو راستلی
ماسیمو راستلی (انگلیسی: Massimo Rastelli؛ زادهٔ ۲۷ دسامبر ۱۹۶۸) بازیکن فوتبال اهل ایتالیا است.
از باشگاه‌هایی که در آن بازی کرده‌است می‌توان به باشگاه فوتبال رجینا، باشگاه فوتبال سورنتو کالچو، باشگاه فوتبال پیاچنزا، باشگاه فوتبال یووه استابیا، باشگاه فوتبال کومو، باشگاه فوتبال آولینو، و باشگاه فوتبال ناپولی اشاره کرد.